# Saki Mizushima
Saki Mizushima (水島沙紀?, Mizushima Saki; Tochigi, 24 aprile 1991) è un'ex cestista giapponese.

## Carriera
Con il Giappone ha disputato i Campionati mondiali del 2018.